# Manfred Roost
Manfred Roost (* 26. März 1929; † 27. Juli 2022) war ein deutscher Dirigent und Chorleiter.

## Leben und Werk
Roost studierte Pädagogik und arbeitete nach dem Studium als Lehrer in Jüterbog. Am Institut für Musikerziehung der Humboldt-Universität in Berlin absolvierte er ein Zusatzstudium, bei Helmut Koch studierte er Dirigieren. Ab 1954 arbeitete Roost als Musikredakteur beim Deutschlandsender der DDR. 1955 gründete er dort im Auftrag des Senders den Rundfunk-Kinderchor Berlin, den er von 1955 bis 2002 leitete. Ab 1974 hatte der Chor seine Heimat an der EOS „Georg-Friedrich-Händel“, einer Spezialschule für Musik. 1978 wurde Roost zum Professor berufen. Mit seinem Chor unternahm er viele Konzertreisen und spielte zahlreiche Rundfunk- und Tonträgeraufnahmen ein.

## Ehrungen
- 1967: Nationalpreis der DDR[6]
- 1989: Goethe-Preis der Stadt Berlin[7]